# Konstfack
Konstfack ou Université d'arts, de l'artisanat et du design est une école du quartier Midsommarkransen à Stockholm.
Il s'agit de la plus grande université indépendante de Suède dans ces domaines. Depuis 1844, Konstfack forme un large éventail de professionnels dans ces domaines, ainsi que des professeurs d'art et d'artisanat. L'université, qui mène des activités d'enseignement et de recherche sur une base artistique et scientifique, compte environ 900 étudiants et 200 employés. Konstfack propose des études de niveau licence, master et doctorat et est située depuis 2004 à Telefonplan, à Midsommarkransen, dans le sud de Stockholm. Les locaux fonctionnalistes portant le label K ont été transformés de l'usine LM Ericsson en une école supérieure d'art et de design de 20 300 mètres carrés. Konstfack possède l'une des plus grandes bibliothèques de Suède dans les domaines de l'art, de l'artisanat et du design, ainsi qu'un certain nombre d'événements publics réguliers. On peut citer par exemple les expositions d'étudiants, l'exposition annuelle de printemps des projets de diplôme et le marché de Noël organisé par l'association des étudiants. 

## Histoire

### Les premières années
En 1844, Nils Månsson Mandelgren fonde l'« École de dessin du dimanche pour les artisans » au sein de l'Académie royale des beaux-arts. La même année, Mandelgren jette les bases de la bibliothèque actuelle en faisant don de 600 livres et planches. Pendant leurs jours de congé, les compagnons et les apprentis avaient la possibilité d'apprendre, entre autres, le dessin ornemental et le dessin à main levée, et de recevoir une formation artistique plus poussée. Neuf métiers différents sont représentés dans la première cohorte, dont des poêliers et des tisseurs de soie. L'année suivante, l'école est confiée à la Svenska Slöjdföreningen nouvellement créée et change de nom pour devenir la Svenska Slöjdföreningens skola.
Le premier directeur de l'école, Baltzar Cronstrand, cherche à améliorer l'intelligence et le goût des travailleurs, notamment en leur enseignant les mathématiques et le dessin. Les enseignants de l'Institut de technologie s'y opposent, estimant que l'école ne doit pas s'adresser à ceux qui exercent déjà des professions techniques, de même que de nombreux maîtres-artisans qui pensent que les compagnons recevront un enseignement trop mathématique et trop artistique. Le dessin et la mécanique sont alors exclus et l'enseignement des mathématiques est considérablement réduit. 
En 1857, les premières élèves, Mamseller Sofi Granberg et Matilda Andersson, rejoignent l'école, et l'année suivante, les élèves de sexe féminin sont officiellement accueillies. Sous la direction du nouveau directeur, Alf Björkman (1859-1886), un département spécial est créé pour les élèves féminines et, en 1859, l'ensemble de l'école est réorganisé en trois départements en interaction : un département préparatoire général (destiné à fonctionner comme une école civile générale en raison des lacunes des écoles publiques), le département préparatoire d'application et le département purement d'application ou professionnel ; ces deux derniers départements travaillent sur deux axes distincts, à savoir l'enseignement théorique constructif et l'enseignement artistique. En 1860, l'école est nationalisée et prend le nom de Slöjdskolan i Stockholm, avec un conseil spécial sous la supervision du Kommerskollegium. En 1864-1865, l'école comptait 635 étudiants et 426 étudiantes. 
En 1868, l'école déménage dans un bâtiment nouvellement construit à Mäster Samuelsgatan 44, conçu par Carl Stål et construit sous la supervision de Johan Adolf Hawerman, où l'école sera hébergée pendant 90 ans. L'État alloue 300 000 riksdalers et la ville de Stockholm 160 000 riksdalers à cette fin.

### École technique
L'école a été réorganisée en 1879 et rebaptisée École technique. À cette époque, l'ancien département préparatoire général est supprimé, car on considère qu'il incombe à la municipalité, et non à l'État, de financer l'enseignement élémentaire de l'arithmétique, de la langue maternelle et de l'écriture. Au fil du temps, l'école technique se compose de cinq départements principaux : I) l'école technique du soir et du dimanche (créée en 1844) pour les jeunes hommes et les jeunes femmes, principalement ceux qui étaient déjà entrés dans la profession technique, II) l'école technique pour les disciples féminines (créée en 1859), qui fournissait des connaissances théoriques et artistiques aux femmes, III) l'École supérieure des arts décoratifs (HKS) (créée en 1879), qui forme des dessinateurs, des peintres décorateurs, des modeleurs, des sculpteurs ornementaux, des dessinateurs de meubles, des ciseleurs, des graveurs et des forgerons d'art, des dessinateurs pour l'imprimerie et la librairie, ainsi que des professeurs de dessin, d'élocution et de modelage IV) l'École des métiers du bâtiment (créée en 1879), qui forme des agents de maîtrise dans les métiers du bâtiment, et V) l'École des métiers du génie (créée en 1890), qui forme des agents de maîtrise dans les métiers de la mécanique et de la technique. À la fin de l'année 1886, le Board of Trade cesse d'être l'autorité suprême et l'école est alors directement subordonnée au ministère des Affaires ecclésiastiques. 
En 1919, les matières régulières de l'école technique étaient les suivantes : Dessin de construction géométrique, dessin linéaire, géométrie descriptive, perspective, dessin à main levée, dessin industriel, dessin de figures, peinture, modelage, arithmétique, algèbre, géométrie, mécanique et théorie des machines, dessin mécanique, technologie mécanique et théorie de l'outillage, physique expérimentale, électrotechnique, chimie et technologie chimique, sciences naturelles, connaissance des marchandises, construction navale et dessin de navires, théorie de la construction des bâtiments, codes de construction, théorie de la forme des bâtiments, bases de la mesure des champs et de l'équilibrage, rédaction, comptabilité, rédaction de textes et de fictions, art supérieur-industriel, les codes de construction, la théorie et le dessin des formes de construction, les bases de la mesure et de l'équilibrage sur le terrain, la rédaction d'essais, la comptabilité, l'écriture de textes et de fictions, le dessin spécialisé dans l'art supérieur et l'industrie, la sculpture sur bois, l'abattage, le ciselage et la gravure, la forge d'art, le moulage en plâtre, l'histoire de l'art de base, la préparation de devis et le dessin de modèles spéciaux avec application à la sculpture sur cuir, à l'artisanat du livre, à l'imprimerie, à la peinture sur porcelaine et sur verre. En outre, d'autres matières étaient enseignées, telles que l'échafaudage et la composition ornementale, la peinture décorative et professionnelle, ainsi que (ajoutées après 1886) la couture d'art, l'anatomie des moules, le tissage, le tissage haute-lisse, la coupe de dentelle, la couture de dentelle et le croquis, ainsi que le dessin anatomique et un cours pour la formation d'installateurs électriques.

### L'école Konstfack
L'école a été réorganisée sous le nom de Konstfackskolan en 1945. Les différentes disciplines (textile, peinture décorative, sculpture, céramique, mobilier et décoration d'intérieur, métallurgie, publicité et métiers du livre) étaient depuis longtemps désignées sous le nom de « matières », d'où le nom. Un professeur principal est nommé pour chaque matière et l'enseignement est organisé dans le cadre d'une école d'art-industriel de jour de deux ans et d'une école d'art-industriel du soir de trois ans, complétées par une école supérieure d'art-industriel de deux ans. Le séminaire des professeurs de dessin est remplacé par un institut des professeurs de dessin d'une durée de trois ans.
L'ancien bâtiment de Konstfack dans le quartier de Beridarebanan est démoli et en 1959, Konstfack déménage dans des locaux nouvellement construits à Valhallavägen 191-199 à Gärdet. Le nouveau bâtiment permet aux étudiants d'accéder pour la première fois à des ateliers bien équipés.
En 1978, Konstfackskolan a été reconnu comme université.

### Konstfack
Le nom a été changé en Konstfack en 1993, et en 2004 l'école a déménagé dans l'ancienne usine LM Ericsson à Telefonplan à Midsommarkransen. À l'occasion de ce déménagement, le recteur de l'époque, Ivar Björkman, a lancé le projet Transit en collaboration avec le propriétaire Vasakronan et l'École d'entrepreneuriat de Stockholm, afin de soutenir les activités créatives et culturelles des jeunes pousses. En 2010, le projet a été transformé en une organisation à but non lucratif appelée Transit Kulturinkubator.
En 2007, Konstfack a mis en place un programme menant à un master artistique en beaux-arts, design ou artisanat. Les programmes sont internationaux et la langue d'étude est l'anglais. La même année, KonstfackAlumni, un réseau professionnel ouvert à tous les diplômés de Konstfack, a été lancé.
En 2008, Konstfack a introduit des directives éthiques après que l'étudiant Magnus Gustafsson a été diplômé du département d'art sur la base de son œuvre Territorial Pissing, qui était basée sur la vandalisation d'une voiture de métro. L'année suivante, l'école a été reconnue pour le projet artistique d'Anna Odell, alors étudiante, Unknown, Woman 2009-349701, dans lequel elle mettait en scène une psychose sur le pont de Liljeholmsbron,. 
En 2011, Konstfack a reçu l'autorisation de délivrer un diplôme d'enseignant spécialisé dans le travail des classes 7 à 9 de l'école primaire dans le domaine de l'artisanat, et en 2014, l'autorisation de délivrer un master en cultures visuelles et apprentissage spécialisé dans l'éducation visuelle.
Depuis 2014, Konstfack propose quatre programmes de maîtrise artistique : CRAFT !, Design, Art et Communication visuelle.
En février 2022, Konstfack a obtenu le droit de délivrer des diplômes de doctorat.

## Anciens élèves
- Nanna Aakjær
- Julia Beck
- Fanny Brate
- Nils Forsberg
- Monica Förster
- Ole Giæver
- Hertha Hillfon
- Sigrid Hjertén
- Eva Löwstädt-Åström
- Märta Måås-Fjetterström
- Barbro Nilsson
- Anshelm Schultzberg
- Ida von Schulzenheim
- Bruno Tuukkanen
- Annika von Hausswolff